# Авдюшкин, Даниил Сергеевич
Даниил Сергеевич Авдюшкин (род. 1 октября 1993, Пенза) — российский футболист, вратарь.

## Карьера
Воспитанник академии Коноплёва. В 2009 году был в составе пензенского «Зенита», выступавшего в первенстве ЛФЛ. С 2010 года — в составе тольяттинской «Академии», выступавшей в первенстве ПФЛ. За команду провёл одну игру — 30 мая 2012 года против «Носты» в гостях (4:1). Перед сезоном 2013/14 перешёл в клуб ПФЛ «Сибирь-2» Новосибирск, в 20 играх пропустил 34 мяча. Через год перешёл в команду ФНЛ «Сибирь», за которую провёл одну игру — 10 августа 2014 — в домашнем матче 6 тура против «Крыльев Советов» (0:2) вышел на замену на 77-й минуте вместо травмированного Николая Цыгана. В следующем сезоне сыграл за «Сибирь-2», ставшую фарм-клубом «Сибири», четыре матча, пропустил 10 голов. Сезон 2016/17 провёл в пензенском «Зените» в первенстве ПФЛ, но на поле не выходил. Перед сезоном 2017/18 перешёл в «Динамо» Киров, но команда, проведя один матч на Кубок России, была расформирована. Подписал контракт с молдавским клубом «Спикул» Кишкэрень, в составе которого в пяти матчах пропустил шесть голов. По итогам сезона команда покинула высший дивизион, а Авдюшкин в апреле 2018 перешёл в «Сперанцу» Ниспорены, подписав 1,\5-летний контракт. В начале сентября 2019 перешёл в клуб ПФЛ СКА (Ростов-на-Дону), в осенней части первенства в восьми играх пропустил девять мячей. В январе 2020 ушёл из клуба — спортивный директор Виктор Панченко заявил:
Авдюшкин — голкипер уровня ФНЛ, а возможно и Премьер-лиги; ему необходим рост.